# Кёроглу (горы)

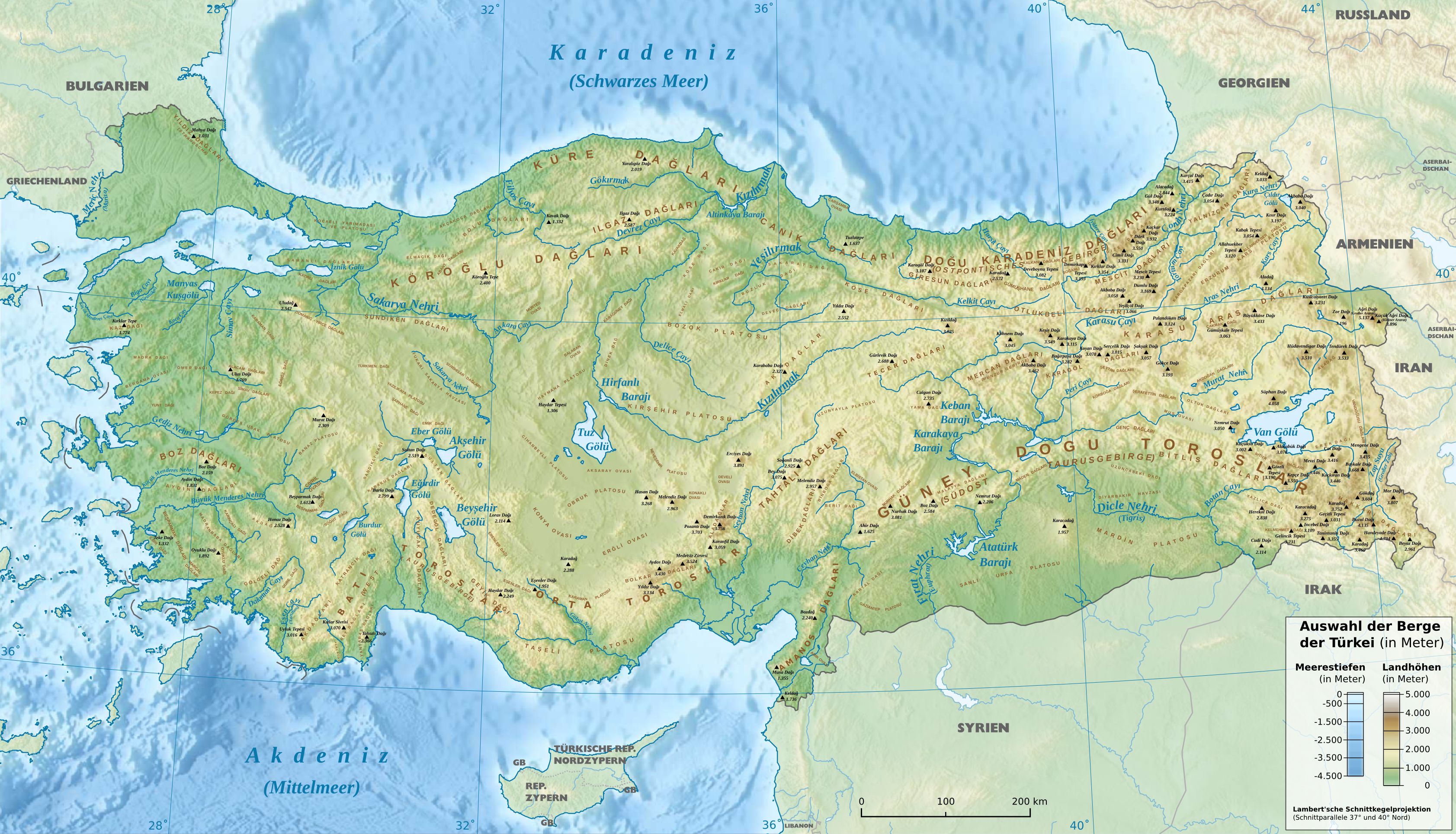
Кёроглу на карте Турции

Кёроглу́ (тур. Köroğlu Dağları) — горный хребет на северо-западе Турции между реками Сакарья и Кызылырмак. Наивысший пик хребта достигает высоты 2499 м. Кёроглу относится не к Понтийским горам, а к Анатолийскому плоскогорью. Преобладающей растительностью горных склонов являются пихты и сосны. Также в Кёроглу действует горнолыжный курорт Карталкайа.